# Врачар (община)
Община Врачар (на сръбски: Општина Врачар) е градска община, част от Белградски окръг. Заема площ от 3 км2.

## Население
Населението на общината възлиза на 58 386 души (2002).
Етнически състав
- сърби – 51 089 души (87,50%)
- черногорци – 1167 души (1,99%)
- югославяни – 1031 души (1,76%)
- хървати – 390 души (0,66%)
- други – 4709 души (8,09%)

## Квартали
- Врачар
- Градич Пейтон
- Енглезовац
- Източен Врачар (Источни Врачар)
- Каленич
- Крунски венец (Крунски Венац)
- Неимар
- Савинац
- Славия
- Цървен кръст (Црвени Крст)
- Цветен търг (Цветни Трг)
- Чубура